# شبکه مش نوری

شبکه حمل و نقل بر اساس معماری حلقه SONET / SDH

شبکه مش نوری نوعی شبکه مخابراتی نوری است که از ارتباطات نوری فیبر نوری سیمی یا ارتباطات نوری فضای آزاد بی‌سیم در معماری شبکه مش استفاده می‌شود.
اکثر شبکه‌های مش نوری از ارتباطات فیبر نوری استفاده می‌کنند و نه تنها توسط ارائه دهندگان خدمات اینترنتی در کلانشهر و به صورت منطقه ای بلکه ملی و بین‌المللی نیز اداره می‌شوند. سریعتر و کمتر از سایر خطاهای معماری مستعد خطا هستند و در صورت بروز هرگونه فاجعه، آسیب یا خرابی از برنامه‌های پشتیبان‌گیری و بازیابی برای شبکه‌های مستقر پشتیبانی می‌کنند. صورت‌های فلکی ماهواره ای برنامه‌ریزی شده با هدف ایجاد شبکه‌های مش نوری در فضا با استفاده از ارتباطات لیزر بی‌سیم است.

نمونه شبکه مش: ۱۴ گره NSFNET

## تاریخچه شبکه‌های حمل و نقل
شبکه‌های حمل و نقل، لایه زمینه ای مبتنی بر فیبر نوری شبکه‌های مخابراتی هستند که از معماری مشبک مبتنی بر سیستم اتصال متقابل دیجیتال (DCS) در دهه ۱۹۸۰، به معماری‌های حلقه SONET / SDH (شبکه نوری همزمان / سلسله مراتب دیجیتال همزمان) در دهه ۱۹۹۰ تبدیل شده‌اند. در معماری‌های مشبک مبتنی بر DCS، حامل‌های مخابراتی سیستم‌های ترمیم را برای مدارهای DS3 مانند AT&T FASTAR (FAST Automatic Restoration) و MCI Real Time Restoration (RTR)، مدارهای بازیابی را در چند دقیقه پس از آن مستقر کردند. خرابی شبکه در حلقه‌های SONET / SDH، حامل‌ها از محافظ حلقه ای مانند SONET Unidirectional Path Switched Ring (UPSR) (همچنین در شبکه‌های SDH نیز به عنوان حفاظت اتصال زیر شبکه (SCNP) نامیده می‌شوند) یا حلقه تغییر جهت دو طرفه SONET (همچنین به نام بخش چندگانه - حلقه محافظت مشترک (MS-Spring) در شبکه‌های SDH)، محافظت در برابر نقص شبکه در ۵۰ سال و بازیابی آن ms یا کمتر، پیشرفت قابل توجهی در مورد زمان بازیابی پشتیبانی شده در بازسازی مش مبتنی بر DCS، و یک محرک اصلی برای استقرار مبتنی بر حلقه SONET / SDH.
با معماری حلقه فرا اقیانوسی (تعریف شده در ITU-T Rec G.841)، حفاظت "P-cycles"، تجهیزات نسل بعدی SONET / SDH که می‌توانند چندین حلقه را اداره کنند یا توانایی بستن طرف حلقه کار یا محافظت یا تقسیم ظرفیت حفاظتی را ندارند. (به عنوان مثال، با Virtual Line Switched Ring (VLSR)).
فن آوری در سوئیچ‌های حمل و نقل نوری در دهه اول قرن بیست و یکم با پیشرفت‌هایی همرا بود که استقرار مداوم سیستم‌های چند برابر سازی تقسیم طول موج متراکم (DWDM)، ارائه دهندگان خدمات ارتباطات از راه دور را بر آن داشته‌است تا معماری‌های حلقه SONET خود را با معماری‌های مبتنی بر شبکه جایگزین کنند. ترافیک جدید شبکه‌های جدید شبکه نوری از همان بازیابی سریع که قبلاً در شبکه‌های حلقه ای موجود بود، پشتیبانی می‌کنند در حالی که به بهره‌وری ظرفیت بهتر دست می‌یابند و هزینه سرمایه کمتری دارند. چنین بازیابی سریع (در ده‌ها تا صدها میلی ثانیه) در صورت خرابی (به عنوان مثال، اتصال شبکه یا خرابی گره) از طریق اطلاعاتی که در این تجهیزات جدید حمل و نقل نوری جاسازی شده‌است، امکان‌پذیر می‌شود که اجازه می‌دهد بازیابی به صورت خودکار انجام شود و در داخل شبکه نیز مدیریت شودکه به عنوان بخشی از صفحه کنترل شبکه، بدون اتکا به سیستم مدیریت شبکه خارجی است.